# Bílá Voda
Bílá Voda  (deutsch Weißwasser) ist eine Gemeinde im Okres Jeseník in Tschechien. Sie liegt etwa neun Kilometer nordwestlich der Stadt Javorník im Tal der Bílá voda unmittelbar an der polnischen Grenze zwischen dem Reichensteiner Gebirge (Rychlebské hory) und dem Patschkauer Vorland (Przedgórze Paczkowskie) und ist das nördlichste Dorf der Mikroregion Javornicko.

## Geschichte
Es wird angenommen, dass Weißwasser vermutlich als Wiederbesiedlung des zwischen 1267 und 1271 nachweislichen und später eingegangenen Dorfes Wyssoka, an das noch der Katastername von Hundorf erinnert, gegründet wurde. Die erste schriftliche Erwähnung stammt aus dem Jahr 1532. Der Ortsname bezieht sich vermutlich auf die Farbe des dort entspringenden Baches. Seit 1848 gehören zu Weißwasser auch die Siedlungen Kamenička (Kamitz-Uberschar), Růženec (Rosenkranz) und einige Einsiedlerhöfe.
Unmittelbar vor dem Ersten Weltkrieg gab es Pläne für eine grenzüberschreitende Lokalbahn zwischen Jauernig und Reichenstein über Weißwasser, womit eine durchgehende Eisenbahnverbindung von Freiwaldau nach Kamenz in Schlesien realisiert worden wäre. Der Krieg und seine Folgen verhinderten das Vorhaben. Die Reichensteiner Bahn richtete 1929 stattdessen eine Autobuslinie zwischen Patschkau und Bad Landeck ein. 
Die Marktgemeinde Weißwasser hatte am 1. Dezember 1930 1104 Einwohner, am 17. Mai 1939 waren es 1024 und am 22. Mai 1947 509 Bewohner. Nach dem Münchner Abkommen lag der Ort ab Oktober 1938 auf deutschem Staatsgebiet und gehörte bis 1945 zum Landkreis Freiwaldau. Um eine Verwechslung mit weiteren gleichnamigen Orten zu vermeiden, führte die Gemeinde fortan den offiziellen Namen Weißwasser in Schlesien.
Die deutschsprachigen Bewohner wurden 1945 enteignet und in der Folge des Landes verwiesen. 
Während der kommunistischen Herrschaft wurden ab 1950 in Bilá Voda katholische Ordensschwestern aus der ganzen Tschechoslowakei interniert, deren Klöster zuvor aufgelöst und verstaatlicht worden waren. Zeitweise waren es bis zu 400 Frauen aus 16 verschiedenen Orden. Das Lager bestand bis zur Samtenen Revolution im Jahr 1989. 
2012 wurde ein kleines Museum eröffnet, das sich mit der Geschichte des Nonnen-Internierungslagers Bilá Voda befasst.

## Gemeindegliederung
Die Gemeinde Bílá Voda besteht aus den Ortsteilen Kamenička (Kamitz-Überschar), Městys Bílá Voda (Weißwasser Markt) und Ves Bílá Voda (Weißwasser Dorf). Zu Bílá Voda gehören zudem die Wüstungen Karlov (Karlshof), U šišky, auch Jedlová šiška bzw. Jedlovec (Tannzapfen), Na Vyhlídce (Gucke) und Růženec (Rosenkranz). Grundsiedlungseinheiten sind Bílá Voda, Kamenička und Kamenička-u Bílé Vody.
Das Gemeindegebiet gliedert sich in die Katastralbezirke Bílá Voda u Javorníka und Kamenička u Bílé Vody.

## Sehenswürdigkeiten
- Schloss Bílá Voda

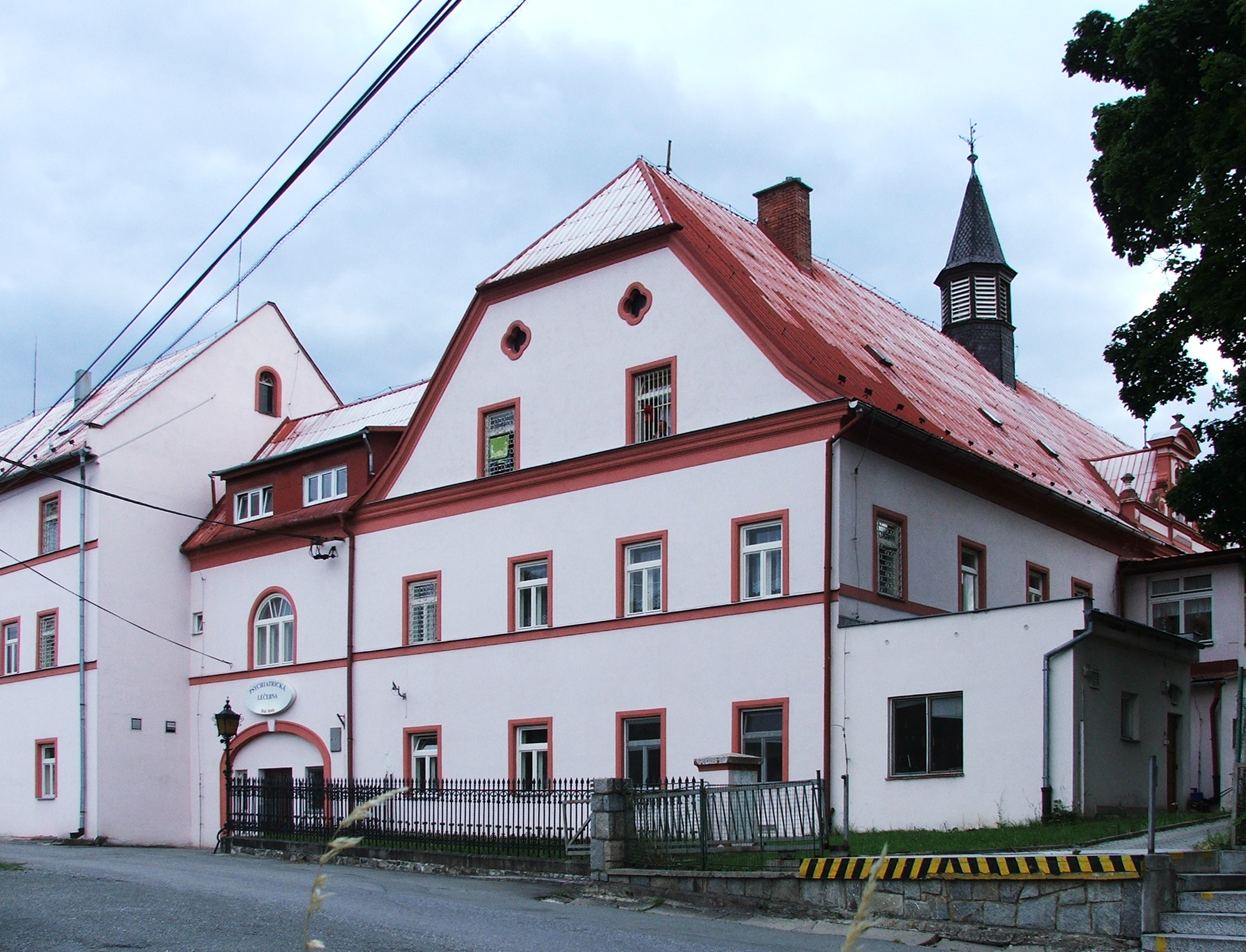
Schloss Weißwasser

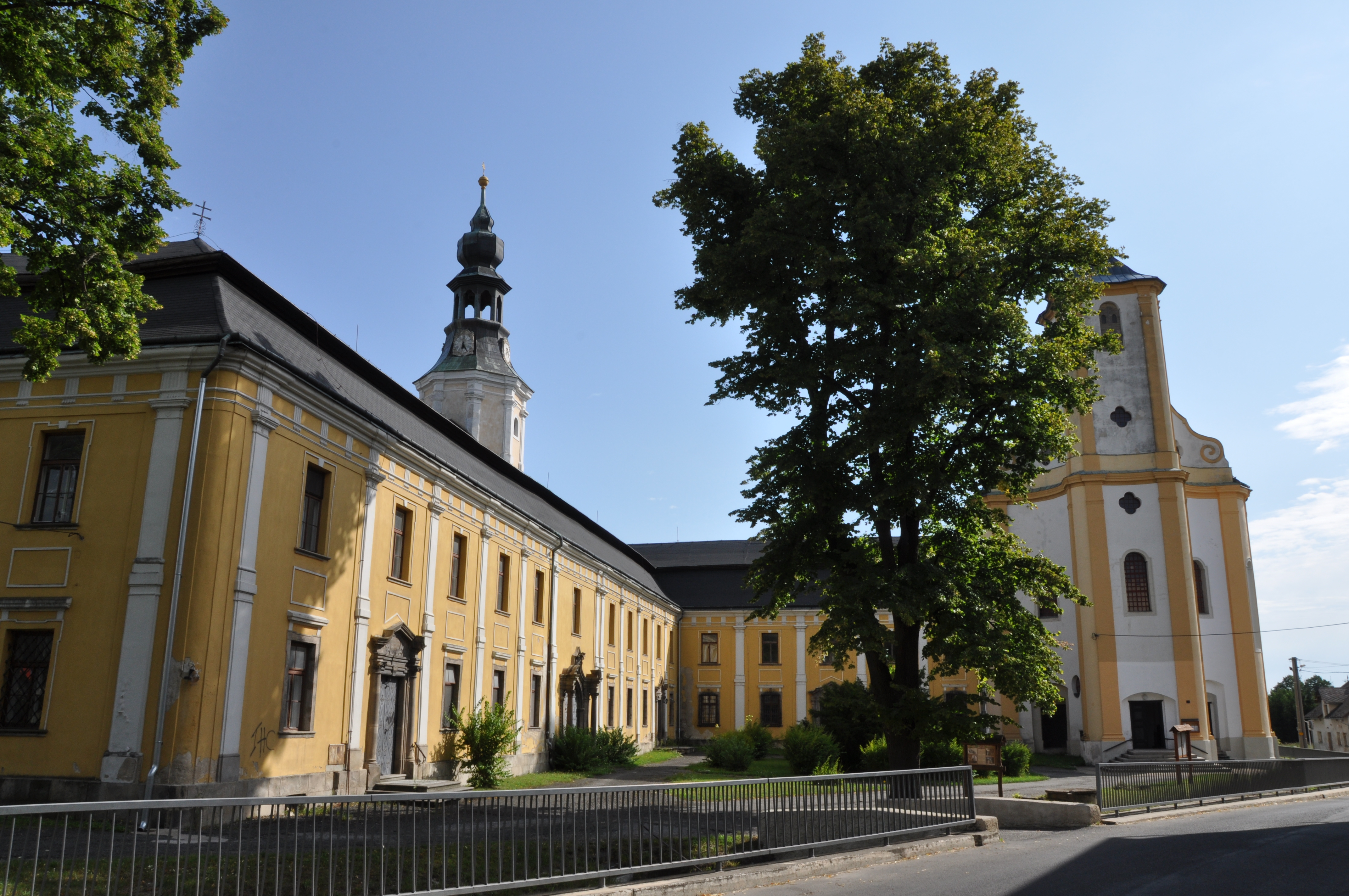
Ehemaliges Piaristenkolleg

- Die Pfarrkirche Mariä Heimsuchung wurde nach Plänen des schlesischen Architekten Felix Anton Hammerschmidt errichtet und 1777 durch den Breslauer Bischof Philipp Gotthard von Schaffgotsch eingeweiht.
- Das Piaristenkolleg wurde durch den Olmützer Bischof Jakob Ernst von Liechtenstein-Kastelkorn gestiftet.
- Muzeum izolace, internace a integrace

## Söhne und Töchter der Gemeinde
- Gustav Schmidt (1895–1943), sudetendeutscher Jurist, Rechtsanwalt und Landrat
- Hubert Cieslik SJ (1914–1988), Jesuit, Überlebender des Atombombenabwurfs auf Hiroshima
- Axel Alexander (* 15. Mai 1926 in Weißwasser in Schlesien; † 17. Juni 2016 in Mühldorf am Inn), Komponist, Arrangeur und Hammond-Orgel-Spieler[7][8]